# 和盛镇 (成都市)
和盛镇，是中华人民共和国四川省成都市温江区下辖的一个乡镇级行政单位。

## 行政区划
和盛镇下辖以下地区：
舒家渡社区、柳岸社区、东宫寺社区、友庆社区、广水社区、綦江社区、铁篱村、临江村、李义村、渡口村、石坝村、土桥村、春林村、玉河村、渡桥村和石牛村。